# Academia Chilena de la Historia
La Academia Chilena de la Historia es una institución chilena dedicada a fomentar el interés por los estudios históricos mediante publicaciones, conferencias y concursos.

## Historia
Desde sus orígenes, esta institución se encontró ligada a la Sociedad Chilena de Historia y Geografía. Enrique Matta Vial, subsecretario de instrucción pública en 1897, obtuvo un decreto creando la academia nacional de la historia, pero la indiferencia malogró la idea. Sin embargo, los estatutos de aquella academia de historia fueron las bases de la Sociedad Chilena de Historia y Geografía, rigiéndose por esos reglamentos hasta 1958.
Cuando en 1911 se fundó la sociedad, se propuso crearla no como sociedad sino como academia, pero se desdeñó esta idea optándose por la primera. Pese a eso, la idea de sociedad seguiría rondando, haciéndose la iniciativa muy cercana hacia 1930, gracias al interés particular de varios miembros, entre los que destacó Jaime Eyzaguirre.
La Real Academia Española le hizo un ofrecimiento a la sociedad, pero fue rechazado, por lo que Eyzaguirre y otros se retiraron de la sociedad.
La sesión iniciadora de la Academia Chilena de la Historia tuvo lugar el 4 de enero de 1933, bajo el auspicio de la Universidad Católica, siendo elegida la junta directiva conformada por los señores Miguel Varas Velasquez, Juan Luis Espejo y Jaime Eyzaguirre bajo la presidencia de Agustín Edwards Mac-Clure, quien intentó unir a las asociaciones separadas sin éxito.
26 de los 36 miembros fundadores eran miembros de la Sociedad Chilena de Historia y Geografía, por lo que se le puede considerar como hija de ésta.
Desde 1964, forma parte del Instituto de Chile, el cual concentra a todas las academias chilenas. 
Su principal órgano de expresión es el Boletín de la Academia Chilena de la Historia, cuyo primer número se publicó en 1933 y que continúa vigente hasta el día de hoy.